# Dis (dźwięk)
Dis (D♯) – dźwięk, którego częstotliwość dla dis¹ wynosi około 311,2 Hz. Stanowi tonikę gam Dis-dur i dis-moll.  Jest to podwyższony za pomocą krzyżyka dźwięk d. Na klawiaturze dźwięki o tej samej wysokości to: es i feses, lecz na instrumentach smyczkowych są to dźwięki minimalnie podwyższone lub obniżone w zależności od znaku.